# فاطمة سليم
فاطمة سليم Fatma SLIM (Tunisie) كاتبة وإعلاميّة وباحثة تونسيّة ولدت في 01/12/1942 بتونس العاصمة وتوفّيت بالزّهراء قرب تونس في 01/11/2011
فاطمة سليم .

## مسيرتها الأدبيّة
ولدت في 01/12/1942 بمدينة تونس، وتعلّمت بالكتّأب، وزاولت تعلّمها الابتدائيّ بالمدرسة القرآنيّة بنهج السّرّاجين بتونس، والثّانوي بالمرحلة الأولى بالفرع الزّيتونيّ للفتيات بنهج السّيّدة عجولة بتونس، والمرحلة الثّانية بمدرسة ترشيح المعلّمات بتونس، وتحصّلت منها على المؤهّل البيداغوجيّ (سنة 1961).
عملت - إثر التّخرّج - معلّمة بالتّعليم الابتدائيّ (حتّى سنة 1972): (حوالي 11 سنة). وأُلحقت بالمركز الوطنيّ البيداغوجيّ موظّفة. وتابعت الدّراسة الجامعيّة بكليّة الشّريعة وأصول الدّين بتونس وأحرزت منها الأستاذيّة (سنة 1974). ودرّست بالمعاهد الثّانويّة بالعاصمة وأحوازها (بداية من 1975).
سافرت إلى الخليج العربيّ ودرّست هناك ضمن برنامج التّعاون الفنّي خلال سنتين (1981-1982). وعادت إلى تونس واستأنفت التّدريس بالمعاهد الثّانويّة بالعاصمة إلى أن أحيلت على المعاش.
وكانت قد انتسبت في الأثناء إلى منظّمة الاتّحاد النّسائيّ الوطنيّ التّونسيّ وتقلّدت فيه مهمّة التّوجيه وتكوين الإطارات (1966-1972)، وكانت ضمن هيئة تحرير مجلّة «الـمرأة» صوت الاتّحاد النّسائي منذ إنشائها (سنة 1961) ونشرت فيها ضمن أركان: «المرأة عبر التّاريخ» و«نساء رائدات» و«حلّ مشاكل النّساء الاجتماعيّة».. وأسهمت في مؤتمرات عن المرأة والأسرة وملتقيات أدبيّة وألقت فيها محاضرات تربويّة ودينيّة، وأجرت محاورات مع شخصيّات أدبيّة وفنّيّة وسياسيّة وفكريّة من تونس والعالم العربيّ.
وانتسبت إلى نادي القصّة بالورديّة وإلى اتّحاد الكتّأب التّونسيّين منذ بداية السّبعينات. وترأّست فرع الاتّحاد النّسائي بالزّهراء (ولاية ابن بن عروس) (منذ 2006) وأعدّت في إطاره أنشطة ثقافيّة شهريّة.
وقد توفّيت فاطمة سليم بالزّهراء يوم الأحد في 06/11/2011 ودفنت يوم الاثنين في 07/11/2011 بمقبرة رادس.
كتبت القصّة القصيرة والخاطرة الأدبيّة والـمقالة الصّحفيّة وقصص الأطفال والدّراسة التّاريخيّة (عن المرأة خاصّة) وأعدّت التّحقيق الصّحفيّ وحاورت أدباء وفنّانين ورجال فكر وسياسة. والعلاّني هو لقب زوجها سابقا.
ونشرت أعمالها في صحف ومجلاّت تونسيّة منذ 1961 (بجريدة «العمل») ثمّ «المرأة» و«قصص» و«الفكر» و«المسار» و«الحياة الثّقافيّة» و«مرآة الوسط» و«الرّياض» و«الأزهار» وهما موجّهتان للأطفال... ومجلّة «الرّأي» القطريّة..
مؤلّفاتها: سرديّة قصصيّة ومقالات ومحاورات:
- «نداء المستقبل»: (قصص). تونس. دار الكتب الشّرقيّة 1972. ثمّ ط. تونس. دار بوسلامة للنّشر 1986. تقديم منجي الشملي.
- «تجديف في النّيل»: (قصص). تونس. دار الكتب الشّرقيّة 1974. ثمّ ط. تونس. دار بوسلامة للنّشر 1986. تقديم محمد العروسي المطوي.
ولها - «نساء وأقلام»: (مذكّرات أدبيّة وخواطر وأقاصيص). تونس. المؤلفة 1995.
ومن أقاصيصها المنشورة في المجلاّت قبل جمعها أو التي لم تضمّها مجموعة بعد:
- «سقّاءة عجوز». «قصص». العدد 14. جانفي - مارس 1970. (58-63).
- «ثمن باهظ جدّا». «قصص». العدد 23. أفريل - جوان 1972. (90 وما بعدها).

- «نداء المستقبل». «قصص». العدد 24. جويلية - سبتمبر 1972. (83 وما بعدها).
- «امرأة وصور». «الفكر». السّنة 23. العدد 7. أفريل 1978. (14-15).
- «كلّنا غرباء». «الفكر». السّنة 28. العدد 3. ديسمبر 1982. (33 وما بعدها).
- «عرس». مجلّة «المسار». العدد 58. جويلية - أوت 2002. (ص 163).

ولها مجموعة قصص للأطفال: (بالاشتراك). تونس. دار الجديد 1973.
ولها - «شخصيّات وقضايا»: تونس. المؤلّفة 2005. ويتضمّن الكتاب محاورات متنوّعة مع نزار قبّاني وفيروز ومحمّد عبد الوهّأب وأحمد مظهر وزكريّا تامر وشوقي البغدادي ونوال السعداوي وياسين نصير وإحسان عبد القدّوس وغيرهم... وهي محاورات كانت أعدّتها في السّبعينات. نشر أغلبها في «الصّباح» تباعا. منها «مع إحسان عبد القدوس»: مجلّة «الحياة الثّقافيّة». تونس. العدد 6. مارس - أفريل 1976.
ولها من الـمخطوطات:
ـ «نساء رائدات»: (دراسة تاريخيّة).
ـ محاورات مع فنّانين ورجال فكر من تونس. (جزء 2).
مراجع بالعربيّة
منجي الشّملي: «قصص لوحات»: [تقديم مجموعة «نداء المستقبل»]. ط. 1. 1972. ثم ط 2. 1982. (7-9). وأعاد النّاقد نشر التّقديم ضمن كتابه: «في الثّقافة التّونسيّة»: (دراسات نقديّة). بيروت. دار الغرب الإسلاميّ 1985.
منجي الشّملي: «على هامش قصص فاطمة سليم». «الفكر». السنة 20. العدد 6. مارس 1975. (26 وما بعدها).
أحمد ممّو: «الأدب النّسائي من خلال مجلّة «قصص»». (في قسمين). القسم الأوّل: العدد 20. جويلية - سبتمبر 1971. (53-70). والقسم الثّاني: العدد 24. جويلية - سبتمبر 1972. (14-46). وفي القسم الأوّل محاورة مع فاطمة سليم.
محاورة المؤلّفة. «الصّباح». السّبت في 07/06/1975.
سعيد فرحات: ضمن «اتّجاهات فكريّة في الأدب التّونسي الحديث». بيروت. المؤسّسة العربيّة للدّراسات والنّشر 1981. درس أقاصيص من مجموعة «نداء المستقبل». (69-72).
أحمد الحاذق العرف: ضمن «الأدب النّسائي في تونس»: (دراسة). مجلّة «الحياة الثّقافيّة». العدد المزدوج 16/17. جويلية - أكتوبر 1981. (156-165).
جان فونتان: ضمن «الأدب النّسائي التّونسي منذ الاستقلال»: (دراسة). «الحياة الثّقافيّة». العدد المزدوج 19/20. جانفي - أفريل 1982. (165-166).
جان فونتان: «فهرس تاريخيّ للمؤلّفات التّونسية». (تعريب حمّادي صمّود). تونس ـ قرطاج. بيت الحكمة 1986. (198).
عمر بن سالم: «اتّحاد الكتّاب التّونسيّين، مختارات قصصيّة لكتّاب تونسيّين». تونس - ليبيا. الدّار العربيّة للكتاب. 1990. وأورد للمؤلّفة أقصوصة «امرأة وصور» (303-306). وكانت نشرت في مجموعتها «تجديف في النّيل» 1974: (173-176).
«تاريخ الأدب التّونسيّ الحديث والمعاصر». تونس ـ قرطاج. بيت الحكمة 1993. (كتاب جماعيّ). محمود طرشونة: (124).
رضوان الكوني: «الكتابة القصصيّة في تونس (1964-1984)»: (دراسات). تونس. منشورات «قصص» 1994. تحدّث عن الشّكل الواقعي: (109-110). ولغة الكتّأب الواقعيّين: (119). وفاطمة سليم: (196).
عمر بن سالم: «كتّاب من تونس، تراجم». تونس. دار سحر للنّشر 1995. (114).
محمّد القاضي: «الواجهة والخلفيّة في مجموعة «نساء وأقلام» لفاطمة سليم». «المسار». العدد المزدوج 38/39. ديسمبر 1998. (168 وما بعدها). ثمّ ضمن كتاب القاضي «إنشائيّة القصّة القصيرة، دراسة في السّرديّة التّونسيّة». تونس. الوكالة المتوسطيّة للصّحافة 2005: (177-186).
صلاح الدّين الحمادي: «دليل الكتّاب التّونسيّين: أعضاء الاتّحاد». تونس. منشورات اتّحاد الكتّأب التّونسيّين 2005. (154).
عبد القادر المعالج: [قراءة] «كتاب «شخصيّات وقضايا» لفاطمة سليم، حوارات ومعلومات». «الحرّيّة» (الملحق الثّقافي). الخميس، في 09/03/2006. (7).
محاورة المؤلّفة: «مع الأديبة فاطمة سليم، لي ذاكرة حيّة». (حاورتها هيام الفرشيشي). «الصّحافة» (ورقات ثقافيّة). الجمعة، في 10/03/2006. (3).
رضوان الكوني وأحمد ممو: ضمن «قصص من تونس». منشورات «قصص» 2010. عرّفا بالمؤلّفة بإيجاز وأوردا لها أقصوصة «سقّاءة عجوز»: (210-215).
محمود حرشاني: «الأديبة والكاتبة فاطمة سليم ترحل في صمت». (تعريف وشهادة ونعي). «جريدة الزمن التّونسيّ.كوم» azzamanattounisi.com . منذ الاثنين 02/11/2011.
مرجعان آخران: بوراوي عجينة: «أوضاع العمّال من خلال نماذج من القصّة التّونسيّة».(شهادة الكفاءة في البحث). كلّية الآداب بتونس 1984. إشراف محمود طرشونة. درس مجموعة «نداء المستقبل». ما زال الفصل المتعلّق بالكتاب والكاتبة مرقونا.
لقاء لإحياء ذكرى وفاة الكاتبة فاطمة سليم. نادي القصّة الورديّة تونس. السبت 07/04/2012 حضر اللقاء عدد من المثقفين وعائلة المرحومة وعرض بوراوي عجينة وعمر السعيدي وحفيظة قارة بيبان ومحمّد يحيي دراسات وشهادات عن فاطمة سليم. ستظهر المداخلات في عدد من مجلّة «قص» ضمن «شخصيّة العدد». سنة 2012؟؟
مراجع بالفرنسيّة
جان فونتان: مقالة في مجلّة «كرّاسات تونسيّة». « Cahiers de Tunisie » . العدد المزدوج 79/80. (3-4).
جان فونتان: مقالة بمجلّة «إبلا». « IBLA » . 1976. (123-124).
جان فونتان: «عشرون سنة من الأدب التّونسيّ». الشّركة التّونسيّة للتّوزيع 1977. (31. 38. 89. 100-101. 123-124. 127. 129. 148).
جان فونتان: «ملامح من الأدب التّونسيّ». تونس. رسم. 1985 « Aspects... ». (106. 120).
جان فونتان: «كاتبات تونسيّات». تونس. قي سفوار 1990. « Ecrivaines Tunisiennes... »، (الصّفحات: 13-14. 35. 40. 47. 51. 53. 55).
جان فونتان: «نظرات في الأدب التّونسيّ». تونس. سراس للنّشر 1991. . « Regards... ». (42).
فرج الحوار وحافظ الجديدي: «منتخبات من القصّة القصيرة التّونسيّة». منشورات اتّحاد الكتّأب التّونسيّين 2003. سلسلة ضفاف. « Anthologie... ». وترجما لها أقساما من أقصوصة «ثمن باهظ جدّا»: (205-207). وكانت نشرت في «قصص» العدد 23. أفريل - جوان 1972. ثمّ في مجموعة «نداء المستقبل» 1972.
قالت فاطمة سليم في محاورة (سنة 1975): «إن بدا من حين لآخر للنّاس بعض الفرق بين ما يكتبه الرّجال وما تكتبه النّسـاء فتفسيـر ذلك عندي لا يكون إلاّ في الأدب الذّاتي جدّا أو في القضايا الواقعيّة المعاشة من طرف المرأة والتي تعبّر عنها بشيء يوحي بتجربة خاصّة متميّزة وعميقة ومقصودة وتعبّر عن وجهات نظر أنثويّة متعارفة».
من «محاورة المؤلّفة». «الصّباح». السّبت في 07/06/1975.
وقالت الـمؤلّفة في محاورة أخرى (سنة 2006): "كنت مهتمّة بالمطالعة وحفظ القرآن منذ الطّفولة فنشأت لغتي شعريّة تتّسم بالسّلاسة الأدبيّة. وكنت أتميّز ـ حسب رأي الـنّقّاد ـ بالصّدق في تناول الـمواضيع وإثارة مشكلات الإنسان خاصّة قضايا المرأة.
والهدف من ذلك لفت النّظر، نقل الواقع والطّرافة. وهذه الجوانب مرتبطة بشخصيّتي الخاصّة وتعبّر عن مكوّناتي ككاتبة [كذا]. لقد كنت كتبت القصّة بنجاح تامّ، كنت أعتمد على لحظة التّنوير في انفراج العقدة وهي أشبه بفلاش يضيء كامل القصّة...".
من محاورة المؤلّفة. (حاورتها هيام الفرشيشي). «الصّحافة» (ورقات ثقافيّة). الجمعة في 10/03/2006. (3).
من أقوال النّقّاد والدّارسين:
قال منجي الشّملي مقدّما مجموعة «نداء المستقبل» (1972): "هذه القصص مختلفة المواضيع، تصوّر أشخاصا من مستويات اجتماعيّة متباينة، وبيئات اجتماعيّة متعدّدة، ولكنّها مع ذلك متآلفة غير متنافرة لأنّها تنبع من فكرة أساسيّة وتطلب غاية واحدة.
فالكاتبة مرتبطة بواقعنا التّونسيّ: تلاحظه وتمعن في ملاحظته، وتصوّره فتحسن تصويره. وهي في كلّ ذلك تنظر بعين الفنّان الفاحصة، وترسم بريشة الفنّان البليغة.
وصاحبة هذه القصص تصوّر البؤس لتثور عليه، وتصوّر الخنوع لتظهره بشعا، وتصف كدح الكادحين، وتصادق المتصادقين، وتحابب المتحابّين، والنّفوس الحائرة والضّمائر القلقة". (8).
[وأضاف]: "هذه القصص اللّوحات مشتقّة من واقعنا الاجتماعي. ولعلّ أظهر خاصّية فيها هي أنّ صورتها الأدبيّة نابعة كالموضوع من هذا الواقع، لم تكلّف الكاتبة نفسها ما ليست في حاجة إليه، فلم تطلب "صورة فنّيّة" أو "شكلا تعبيريّا" من "الجهاز الفنّيّ التّعبيري" الأجنبيّ لتسقطه على قصصها، ثوبا مستعارا مفتعلا، قد يعجب النّاظر ولكنّه لا يلبث أن يظهر ما بينهما من نشاز...
صاحبة هذا الأثر مخلصة لموضوعها ولفنّها. وموضوعها بسيط ولكنّه أصيل. وفنّها موافق لموضوعها. ليس عليه حسن مجلوب بتَطْرِيَة... وأسلوبها، مثل موضوعها ومثل فنّها، بسيط، وجماله ليس من الصّنعة ولكنّه من الطّبع والعفويّة أحيانا...".
[وختم قائلا]: «قصص لوحات» تعرض على القارئ مشاكل اجتماعيّة تظهر فيها المرأة ـ مربّية كانت أو طالبة أو عاملة كادحة أو ثائرة على الواقع ـ متحدّية المنزلة التي ورثتها عن العادات وحكمة المجتمع المتخلّف". (9).
```
«قصص لوحات»: تقديم «نداء المستقبل» ط. 1. 1972. ط. 2. 1982. (8 و9).
```

وقال جان فونتان في سياق تحليله تيّار الواقعيّة في الأدب النّسائيّ التّونسيّ: "مع فـاطمـة سليم يكـون فشـل قيـم الـماضي وحدة إنتاجها الأدبيّ. لذلك تضمحلّ العصبيّة القبليّة أمام [مـ]ـتطلّبات الحركـة الوطنيّـة أو [مـ]ـتطلّبـات الحياة العـصريّة.
فإنّ العجوز يدفعها الفقر إلى أن تعمل سقّاءة، وإنّ المرأة تبدأ تنشر غسيلا فوق السّطح، ويواجه الخطيب أمّه التي تُخضع كلّ شيء إلى الحشمة، فيشعر القارئ أنّه يظهر اهتماما جديدا بالصّدق أمام المجتمع، ونصوص فاطمة سليم أقربُ إلى اللّوحات منها إلى القصص". "الأدب النّسائي التّونسيّ منذ الاستقلال".
مجلّة «الحياة الثّقافيّة». العدد المزدوج 19/20. جانفي - أفريل 1982. (165-166).
وقال بوراوي عجينة في آخر تحليله مجموعة «نداء المستقبل» (1972): "هكذا تبيّن لنا أنّ مجموعة «نداء المستقبل» تحتوي على موقف الرّضا بالواقع المهني والاجتماعي والسّياسي سواء في السّتّينات أو السّبعينات، على أنّ خاصّيّة المجموعة تمثّلت في تمجيد المرأة العصريّة العاملة مثل المعلّمة والموظّفة والفلاّحة والمهندسة، واعتبار أنّ الأخلاق والتّعليم والعمل مصدر كلّ سعادة حقيقيّة، وأنّ الأمومة واستقرار الأسرة أمران مقدّسان.
كلّ تلك المواقف المحافظة والـموروثة وردت في شكل قصصيّ انتمي إلى تيّار الواقعيّة الوصفيّة، وسرد قام به راو أهمل عنصر الزّمن وأكثر من الوصف الجسماني، واستعمل جملا عربيّة بسيطة التّركيب خالية من البحث الفنّي والإبداع، ولم يحاول تجاوز التّقنيات القصصيّة الواقعيّة إلاّ نادرا.
وخلاصة القول إنّ الفنّيّات القصصيّة التّقليديّة البسيطة المستعملة في «نداء المستقبل» تلاءمت مع مواقف المؤلّفة المحافظة. وما كلّ ذلك إلاّ تعبير أحد أفراد البورجوازيّة الصّغيرة المثقّفة عن موقف الرّضا بالواقع الاجتماعي بأشكال فنّيّة موروثة".
بوراوي عجينة: «أوضاع العمّال من خلال نماذج قصصيّة تونسيّة».(شهادة الكفاءة في البحث). كلّيّة الآداب 9 أفريل تونس 1984. (ما زال الفصل المتعلّق بالكاتبة مرقونا. ص 123 وص 124).
وقال رضوان الكوني متحدّثا عن الشّكل الواقعي في الرّواية والقصّة. وأورد ضمنه كتـابـات فاطمة سليم وكتّـاب آخـرين: "والكتابة في هذا الشّكل كتابة لا تخدع القارئ
ولا تتآمر ضدّه: لغة عاديّة، وبناء جملة عاديّ، وأحداث مأخوذة من الواقع المعيش.. أحداث غير خارقة، غير عجيبة ولا غريبة، قد تكون وقعت بالفعل، أو من الممكن أن تقع. والأدوات التّعبيريّة هنا تعتمد الوصف الكثير والصّور والتّشابيه، من ذلك نحت الشّخصيّات نحتا يكاد يجسّمها ماثلة، فلا يقتصر الوصف على المظهر الخارجيّ بل يتعدّاه إلى التّحليل النّفسي..." (109). (...).
«ومن الأمثلة عليه في المجموعات القصصيّة» نداء الفجر«ليحيى محمّد و«نداء المستقبل» لفاطمة سليم و» في الدّرب الطّويل«لهند عزّوز و» وشم على ذراع مقطوعة«للتّابعي الأخضر.. والأمثلة عن هذا الشّكل أكثر من أن تذكر هنا». (110).
[وقال الكوني في موضع آخر من الكتاب عارضا تجربة فاطمة سليم القصصيّة]: «[هي] ذات أسلوب واضح ولغة معبّرة. اهتمّت في قصصها بقضيّة المرأة وعالجت جوانب اجتماعيّة ما زالت تكبّل المرأة بقيود وهميّة لا خير فيها، ولا تساعد على انطلاق نصف المجتمع حتّى تتمّ النّهضة المبتغاة». (196).
رضوان الكوني: «الكتابة القصصيّة في تونس (1964-1984)»: (دراسات). تونس. منشورات «قصص» 1994. (109-110 و196).
وقال محمّد القاضي في سياق حديثه عن نصوص «نساء وأقلام» (1995): ""حلم عظيم«أقصوصة تتوفّر على جميع مواصفات هذا الجنس» (179).
[وأضاف]: «تنهض أقصوصات هذه المجموعة التّسع على ظاهر هو الإحكام. وقد ذكرت على سبيل المثال أنّ أقصوصة» حلم عظيم«نموذج من هذا الإحكام في البناء، إذ هي تستجيب لمـقوّمات فنّ الأقصوصة اختزالا وشعريّة وإطارا مكانيّا وزمانيّا إضافة إلى لحظة التّنوير الختاميّة التي تأتي قالبة للأوضاع كلّها. فهذه القصّة تروي علاقة مثاليّة بين زوجين وتنتهي بتنبّه المرأة إلى أنّ كلّ ما حدث لم يكن إلاّ حلما». (180).
«إنشائيّة القصّة القصيرة، دراسة في السّرديّة التّونسيّة». تونس. الوكالة المتوسطيّة للصّحافة 2005. دراسة: «الواجهة والخلفيّة [في نساء وأقلام]»: (179 و180). وكانت نشرت في «المسار». العدد المزدوج 38/39. ديسمبر 1998.
ويقول بوراوي عجينة: فاطمة سليم وجه من وجوه النّهضة النّسائيّة الحديثة في تونس بعد الاستقلال، أدبها واقعيّ إصلاحيّ فيه تجديد، صوّرت من خلاله مشاغل المرأة العاملة المعاصرة والمثقّفة، ودعت إلى تحريرها من القيم الاجتماعيّة الكابحة قدراتها وأشادت بإقبالها على المعرفة وعملها وجهودها من أجل إسعاد العائلة. وتعتبر نصوصها لوحات قصصيّة أو أقاصيص قصيرة واقعيّة. وهي واضحة البناء فيها سرد أحداث يوميّة متتابع بلغة معاصرة وحوار جدليّ وسبر أغوار نفسيّة المرأة وقفلات ذات مغزى تعليمي
Ajina bouraoui إعداد بوراوي عجينة (تونس)